# Ana Ortiz
Ana Ortiz (Manhattan, 25 de enero de 1971) es una actriz y cantante estadounidense de origen puertorriqueño. Es conocida por interpretar a Hilda Suárez, la hermana mayor de Betty Suárez en la comedia de la cadena estadounidense ABC Ugly Betty en el 2007. El papel le valió el Premio Alma a la Mejor Actriz de Reparto en 2007.

## Vida personal
Ortiz se casó con el músico Noah Lebenzon el 9 de junio de 2007 en Rincón, Puerto Rico. La pareja tuvo a su primera hija el 27 de junio de 2009, llamada Paloma Louise. Su segundo hijo, Rafael, nació el 24 de septiembre de 2011.
Ortiz es activista en la sensibilización contra la violencia doméstica, citando su propia experiencia cuando tenía 20 años y estaba involucrada en una relación amorosa que se convirtió en abuso físico. En un artículo para USA Today, Ortiz señala que la escena final del episodio "How Betty Got Her Grieve Back" de Ugly Betty, en la que Hilda se sienta en la cama mirando al baño después de darse cuenta de que Santos había muerto, se ha elaborado a partir de esa experiencia: «Usé un poco ese subconsciente ... es algo que está siempre conmigo».

## Filmografía
| Películas       | Películas                                | Películas                                      | Películas                                                    |
| Año             | Película                                 | Papel                                          | Notas                                                        |
| --------------- | ---------------------------------------- | ---------------------------------------------- | ------------------------------------------------------------ |
| 1995            | Condition Red                            | Reclusa del Bloque C                           | Primer largometraje                                          |
| 2002            | Lehi's Wife                              | Kelly (como Anna Ortiz)                        |                                                              |
| 2003            | Carolina                                 | Christen, ayudante de Cita Perfecta            |                                                              |
| 2007            | Tortilla Heaven                          | Chicana #1                                     |                                                              |
| 2008            | Meet the Browns                          |                                                |                                                              |
| 2008            | The Winged Man                           | Wanda                                          | Película independiente                                       |
| 2008            | Batman: Gotham Knight                    | Anna Ramírez                                   | Episodios "Crossfire" and "In Darkness Dwells" Directo a DVD |
| 2009            | Labor Pains                              | Donna                                          |                                                              |
| 2009            | Noah's Ark: The New Beginning            | Tier                                           | Solo voz                                                     |
| 2011            | Big Mommas: Like Father, Like Son        | Gail                                           |                                                              |
| 2013            | Sleeping with the Fishes                 | Kayla Fish                                     |                                                              |
| 2016            | Love is all you need?                    | Susan Miller                                   |                                                              |
| 2018            | Ralph Breaks the Internet                | Ballet Mom                                     | Voz                                                          |
| Televisión      |                                          |                                                |                                                              |
| Año             | Serie                                    | Papel                                          | Notas                                                        |
| 1999            | Dr. Quinn, Medicine Woman: The Movie     | Mujer embarazada                               | Telefilm                                                     |
| 2000            | King of the Korner                       | Isabel                                         |                                                              |
| 2001            | Kristin                                  | Santa Clemente                                 | Papel principal                                              |
| 2001            | Everybody Loves Raymond                  | Natasha Leonetti                               | 1 episodio: "Raybert" (6.10)                                 |
| 2002            | Greetings from Tucson                    | Angela                                         | 1 episodio: "Eegee's vs. Hardee's" (1.22)                    |
| 2002            | NYPD Blue                                | Luisa López                                    | 1 episodio: "Dead Meat in New Deli" (9.21)                   |
| 2002            | Strong Medicine                          | Elena Delgado                                  | 1 episodio: "Family History" (3.09)                          |
| 2002            | Do Over                                  | Mrs. Rice                                      | 1 episodio: "Rock 'n' Roll Parking Lot" (1.06)               |
| 2002            | Mr. St. Nick                             | Lorena                                         | Telefilme                                                    |
| 2002            | ER                                       | Laura                                          | 1 episodio: "Hindsight" (9.10)                               |
| 2003            | Life on Parole                           | Loretta                                        | Telefilme                                                    |
| 2003            | A.U.S.A.                                 | Ana Riveria                                    | Papel principal                                              |
| 2004            | Foster Hall                              | ¿?                                             | Telefilme                                                    |
| 2004            | North Shore                              | Ana Green                                      | 1 episodio: "Secret Service" (1.06)                          |
| 2005            | Blind Justice                            | Letitia Barreras                               | 1 episodio: "Past Imperfect" (1.08)                          |
| 2005            | Freddie                                  | Gina                                           | 1 episodio: "Rich Man, Poor Girl" (1.01)                     |
| 2005            | Over There                               | Anna                                           | 7 episodios                                                  |
| 2006            | Commander in Chief                       | Isabelle Ríos                                  | 1 episodio: "Wind Beneath My Wings" (1.12)                   |
| 2006            | Boston Legal                             | Holly Raines, ayudante del fiscal del distrito | 4 episodios                                                  |
| 2006            | The New Adventures of Old Christine      | Belinda                                        | 1 episodio: "Some of My Best Friends Are Portuguese" (1.12)  |
| 2006 – 2010     | Ugly Betty                               | Hilda Suárez                                   | Papel principal                                              |
| 2008            | Little Girl Lost: The Delimar Vera Story | Valerie Valleja                                | Telefilme                                                    |
| 2011            | Hung                                     | Lydia                                          | Papel recurrente, 3ª temporada                               |
| 2011            | Revenge                                  | Bizzie Preston                                 | 1 episodio "Resurgence"                                      |
| 2012 - 2016     | Devious Maids                            | Marisol                                        | Emitida por Lifetime en 2013                                 |
| 2014            | How to Get Away with Murder              | Elena Aguilar                                  | 1 episodio "Smile or Go to Jail"                             |
| 2016-19         | Elena de Ávalor                          | Rafa (voz)                                     | 3 episodios                                                  |
| 2016            | Elena and the Secret of Avalor           | Rafa (voz)                                     | Película de televisión                                       |
| 2019            | Whiskey Cavalier                         | Susan Sampson                                  | Papel principal                                              |
| 2020            | #Freerayshawn                            | Camilla                                        | 1 episodio: What Are You Doing Here?                         |
| 2020 - presente | Love, Victor                             | Isabel Salazar                                 | Papel principal                                              |
| 2021            | Special                                  | Susan                                          | Papel recurrente, temporada 2                                |
| 2022            | Undone                                   | Tia Monse (voz)                                | 2 episodios                                                  |
| 2023            | Monster High 2                           | Zamara Prue                                    | Película de televisión                                       |
| 2024            | Futurama                                 | Marquita (voz)                                 | 1 episodio                                                   |
| 2025            | Goosebumps                               | Jen                                            | Rol principal (temporada 2); Próximamente                    |

### Videos musicales
- 2010: «Cuando me enamoro», de Enrique Iglesias y Juan Luis Guerra[1]